# 정화옹주
정화옹주(貞和翁主, 1604년 음력 2월 22일 ~ 1667년 음력 9월 24일)는 조선의 왕족으로, 선조의 11녀이며 막내딸이다. 어머니는 온빈 한씨이다.

## 생애
1604년(선조 37년) 2월 22일, 선조(宣祖)와 온빈 한씨(溫嬪 韓氏)의 딸로 태어났다. 어릴 적부터 농아인이였고 지각이 없어 혼기가 지나도록 혼인하지 못하였다.
1629년(인조 7년) 인조가 "왕녀로서 배필이 없을 수 없다"하여 예조에 정화옹주의 부마를 간택하도록 했다.
1630년(인조 8년), 동지중추부사 권익중(權益中)의 아들 동창위(東昌尉) 권대항(權大恒)에게 하가하였다. 권대항은 이복언니 정선옹주의 남편 권대임의 재종동생이었다.
1666년(효종 7년) 남편 권대항과 사별하였다. 정화옹주 또한 다음해인 1667년(효종 8년) 9월 24일, 향년 64세에 졸하였는데 슬하에 자식이 없어 조카 한산군수 권덕휘(權德徽)를 후사로 삼았다. 양주(楊州) 오등관곡(於登寬谷)의 언덕에 권대항과 합장되었다.

## 가족 관계
- 아버지 : 선조(宣祖, 1552 ~ 1608)
- 어머니 : 온빈 한씨(溫嬪 韓氏, 1581 ~ 1664)
  - 오빠 : 흥안군 제(興安君 瑅, 1598 ~ 1624)
  - 오빠 : 경평군 늑(慶平君 玏, 1600 ~ 1673)
  - 동생 : 영성군 계(寧城君 㻑, 1606 ~ 1649)

- 시아버지 : 동지중추부사 증 이조참판 권익중(同知中樞府事 贈 吏曹參判 權益中, 1571 ∼ 1659)
- 시어머니 : 양절공 조온(良節公 趙溫)의 8세손이자 현감 조단(縣監 趙端)의 딸 정부인 한양 조씨(貞夫人 漢陽 趙氏)
  - 부마 : 동창위 권대항(東昌尉 權大恒, 1610년10월19일~ 1666년7월1일)
    - 양자 : 한산군수 권덕휘(韓山郡守 權德徽, 1622∼1696 )